# Gustavo Sampaio (contratorpedeiro)
O Gustavo Sampaio foi contratorpedeiro da Marinha do Brasil, lançado ao mar na Grã-Bretanha em 1893.

## Origem do nome
O nome do navio Contratorpedeiro Gustavo Sampaio homenageia o herói brasileiro e oficial do Exército Gustavo Sampaio, morto com a guarnição da peça que comandava, na Fortaleza da Lage, em 1893. Uma rua da cidade do Rio de Janeiro também leva o nome do oficial.

## Características
Foi construído na Grã-Bretanha em 1893. Tinha 62 metros de comprimento e pesava cerca de 498 toneladas, desenvolvendo uma velocidade máxima de 18 nós. Estava armado com dois canhões de 120 milímetros, quatro de 47 milímetros e três tubos lança-torpedos de 135 milímetros.
À época de sua incorporação, era uma das melhores e mais modernas embarcações da Armada.

## Revolta da Armada
“
"A quase 100 metros reduziu o Gustavo Sampaio sua velocidade para 5 nós e Fock pode armar o torpedo. Atingiu o Aquidabã abaixo da linha d’água, à esquerda, na proa. O Aquidabã não chegou a afundar de todo, apenas devido à perícia dos seus marinheiros que conseguiram aterrá-lo entre a Ponta do Rapa e a Fortaleza do Anhatomirim. Mais tarde iria ser rebocado para o Rio de Janeiro. Pela primeira vez na história um torpedo havia tirado de ação um encouraçado. Este evento histórico foi mérito da marinha brasileira, tanto de um lado quanto de outro. Os observadores internacionais perceberam que a estratégia e tática naval teria que mudar. Nenhum encouraçado sozinho teria condições de sobreviver muito tempo. (...)”

— Serviço de Documentação da Marinha
No contexto da Revolta da Armada, durante o combate naval de 16 de abril de 1894, ao largo da Fortaleza de Santa Cruz de Anhatomirim, na Baía Norte da Ilha de Santa Catarina, disparou quatro torpedos, um dos quais colocou fora de combate o Encouraçado Aquidabã.